# Mo i Rana
Mo i Rana je mesto in upravno središče občine Rana v okrožju Nordland na Norveškem. Je v okraju Helgeland južno od arktičnega kroga. Nekatera mestna predmestja so Båsmoen in Ytteren na severu, Selfors na vzhodu in Åga/Hauknes/Dalsgrenda na jugu.
Ime Mo i Rana ga razlikuje od drugih krajev z imenom Mo (vključno z mestom Mosjøen, ki je prav tako v Helgelandu).
Mesto s površino 12,03 kvadratnih kilometrov (2970 hektarjev) ima (2018) 18.866 prebivalcev in gostoto prebivalstva 1568 prebivalcev na kvadratni kilometer. Zaradi tega je največje mesto v Helgelandu in drugo največje mesto (za Bodøm) v okrožju Nordland.

## Ime
V neposrednem prevodu ime Mo i Rana pomeni 'Mo v Rani'. Mesto (prvotno župnija) je dobilo ime po stari kmetiji Mo (staronordijsko Móar), saj je bila tam zgrajena prva cerkev Mo in je to lokacija sodobnega mesta Mo. Ime izhaja iz besede móar, ki je množinska oblika mór, ki pomeni 'barje'. Zadnji element je ime velike občine Rana (staronordijsko Rana), kar pomeni 'hitro', kar se verjetno nanaša na hiter vodni tok v Ranfjordnu, ki teče mimo mesta. Prvotno je bila vas (in kasneje rastoče mesto) na splošno znana preprosto kot Mo, toda ker veliko norveških naselij nosi to ime, je razjasnitev z določitvijo, da je tista, ki je v Rani, postala običajna. Ko je mesto raslo in postalo bolj znano po vsej državi, je prevladala daljša oblika. Domačini ga lahko še vedno imenujejo preprosto kot Mo. Kratko ime Mo se lahko uporablja tudi kot okrajšava v kontekstih, v katerih je že ugotovljeno, da se nanaša na Mo i Rana.

## Zgodovina
Rudarstvo, gradnja čolnov (čolnov Nordlands) in lov/ribolov so bili včasih glavni načini življenja v Rani. Od poletja 1730 je bila v Mou tržnica Sámijev. Tržnica je potekala na zemljišču glavne cerkve do leta 1810. Leta 1860 je veletrgovec L. A. Meyer ustanovil trgovsko središče, ki mu je izdala dovoljenje kraljeva oblast. Meyer je s Švedi trgoval z moko, sledmi in tobakom, mesom severnih jelenov, kožami in divjačino. Blagovna menjava s Švedsko se je povečala zlasti v težkih švedskih gospodarskih letih od leta 1892 do začetka prve svetovne vojne. Številne poti, ki se zdaj uporabljajo kot pohodniške poti, so bile prvotno trgovske poti za prebivalce gora od Švedske do Mo i Rana. Eden od primerov je pot, ki se začne v naravnem rezervatu Vindelfjällens pri Ammarnäsu in sledi dolini reke Vindel, nato se pridruži Vindelkrokenu in na koncu prečka norveško mejo do Mo i Rana.
Občina je bogata z železovimi rudami in vodo za proizvodnjo električne energije. To je bilo zelo pomembno za razvoj industrije. Podjetje Dunderland Iron Ore Company (1902–1947) je ustanovilo prve rudnike v Storforsheiju (27 kilometrov severno od Mo i Rana). Leta 1937 je bilo ustanovljeno tudi rudarsko podjetje Rana Gruber, leta 1946 pa je norveški parlament potrdil načrte za gradnjo železarne na Norveškem. Ustanovljeno je bilo A/S Norwegian Iron Work Company.
Leta 1955 je bilo proizvedeno prvo jeklo za Norveško in druge države. Železarno so gradili devet let.
V tem obdobju je vas Mo i Rana postala industrijsko mesto. Ljudje iz vse Norveške so se selili v Mo i Rana zaradi dela. Skupnost je potrebovala domove za tisoče novih prebivalcev in gradnja hiš in stanovanjskih blokov se je začela takoj. Za mesto je bila vzpostavljena infrastruktura, kot sta elektrika in voda. Leta 1930 je število prebivalcev znašalo le 1300 ljudi, a se je do leta 1955 povečalo na 7000. Železarna je leta 1978 zaposlovala približno 4500 od 25.000 prebivalcev občine.
Norveški parlament je junija 1988 sklenil postopno ukiniti državno lastništvo podjetja. Danes je v industrijskem območju (Mo Industrial Park) 119 industrijskih podjetij. Podjetja večinoma podpirajo industrijo železa in jekla, inženirsko industrijo, storitveno industrijo raziskav in razvoja ter industrijo informacijske tehnologije. Podjetja skupno zaposlujejo približno 1900 ljudi.
Od konca druge svetovne vojne do začetka 1990-ih je bilo Mo i Rana z mestno jeklarno kot temeljem odvisen od težke industrije. Po zatonu težke industrije so v mestu zdaj zrasle nove storitvene dejavnosti.

### "Pokopališka vojna" leta 1951
Jeseni 1951 se je okoli 700 ali 800 protestnikov pojavilo na lokalnem pokopališču kot rezultat nočne mobilizacije, da bi nasprotovali poskusu vlade, da odstrani sovjetska trupla iz grobov. Približno 93.000 sovjetskih vojnih ujetnikov so med letoma 1941 in 1945 Nemci pripeljali na Norveško, da bi izboljšali infrastrukturo na Norveškem. Članek iz leta 2013 v Dagbladetu je zapisal, da so bili »protesti tako močni, da je [takratni minister za obrambo] Jens Chr. Hauge osebno ustavil [vladno] akcijo«.
Šele v tem kraju so civilisti zaustavili vladno operacijo Asfalt. Več kot 8000 sovjetskih trupel je bilo odstranjenih z drugih grobišč v severni Norveški, čeprav se vlada ni odločila o lokaciji novega pokopališča za ta trupla. Protesti v Mo i Rani med hladno vojno niso bili omenjeni v nacionalnih medijih.

## Geografija
Mo i Rana leži na vrhu Ranfjorden, tik na južni strani gorovja Saltfjell z ledenikom Svartisen, drugim največjim na Norveškem. Reka Ranelva se sreča z Ranfjordom v Mo i Rani. Rana in Saltfjell sta znana po številnih jamah. Dve jami sta odprti za javnost, Grønligrotta in Setergrotta. Mo i Rana je približno 80 kilometrov južno od arktičnega kroga.

### Podnebje
Podnebje Mo i Rane je običajno razvrščeno kot subarktično (Köppen Dfc meji na Dsc), z dolgimi, mrzlimi zimami in kratkimi, toplimi poletji. Mo I Rana je približno 70 kilometrov od obale, zaradi česar so zime hladnejše od mest na obali. Zaradi gora severno in vzhodno od mesta je veliko padavin, pozimi pogosto z veliko snega. Snežni metež lahko pozimi traja več ur, kar lahko povzroči težave v prometu in odpove lete. Zaradi zemljepisne širine Mo i Rana so poletni dnevi zelo dolgi, zimski dnevi pa zelo kratki glede dnevne svetlobe. V zimski sezoni je na nočnem nebu mogoče videti severni sij. Razlikuje se po intenzivnosti, obarvana je od belo zelene do temno rdeče in je na voljo v različnih oblikah, kot so tramovi, loki in draperije.
Julij in avgust sta najtoplejša meseca; julijska povprečna temperatura je 14,9 °C, povprečna dnevna temperatura pa 19 °C (1991–2020). Poleti so običajno dva do tri topla obdobja, ko je povprečna dnevna temperatura med 20 in 28 °C. Topli dnevi lahko trajajo od 2 do 14 dni, temperatura pa je najvišja pri 31 °C. V redkih primerih najnižja nočna temperatura ne pade pod 20 °C, kar je na Norveškem znano kot tropska noč (tropenatt Norwegian).
Jesen se začne septembra. Oktobra drevesom odpadejo listi, cvetovi pa izginejo. Novembra začnejo sladka voda in reke zamrzovati, pokrajina pa je prekrita s snegom. Le smrekov gozd ostane zelen vso zimo. Pozimi je sonce nizko na obzorju in je vidno le nekaj ur. Ogrevanje s sončno svetlobo je omejeno zaradi lege Mo i Rana na visoki zemljepisni širini. Gore blokirajo sončno svetlobo, ko je sonce nizko na obzorju, kar pomeni, da sonca v mesecu decembru sploh ni videti. Običajno so pozimi dva do tri zelo mrzla obdobja s padcem temperature blizu -30 °C. Hladna obdobja običajno trajajo 3-7 dni. Deževno obdobje je jesen in zima, najbolj suha pa sta pomlad in poletje. Letališče je v dolini, 8 km stran od fjorda, zato ima letališče hladnejše podnebje kot mesto samo. Najvišja temperatura vseh časov je 33 °C.

## Industrija
Norsk Jernverk, ustanovljen leta 1946, je proizvajal jeklo za državo do leta 1988, ko je bil razdeljen na več novih podjetij. Železarna je imela pomemben vpliv na razvoj mesta. Leta 1978 je prebivalstvo mesta naraslo s približno 2000 na 25.000. Industrijski park Mo je eden največjih industrijskih parkov na Norveškem. Pomemben je za lokalno družbo, saj daje delo približno 1900 ljudem.
Norveška nacionalna knjižnica ima oddelek v Mo i Rani. HelgelandsKraft dobavlja električno energijo v okraj Helgeland. NRK (Norwegian Broadcasting Corporation) ima oddelek v Mo i Rana. Rana Blad in Rana No sta mestna lokalna časopisa. Radio 3 Rana je lokalna radijska postaja.

## Kultura
Havmann ('Človek z morja') je skulptura iz arktičnega granita v Ranfjordu. Leta 1995 jo je izdelal angleški kipar Antony Gormley. Je del Artscape Nordland, ki je viden iz središča mesta. V mestu vsako leto maja poteka festival Havmanndagene. Nordland Theater je regionalno gledališče, ki gostuje v Nordlandu. Ustanovljeno je bilo leta 1979 in se nahaja v novi gledališki stavbi s tremi odri.
Muzej Rana, oddelek muzeja Helgeland, je v novi muzejski stavbi MOment (2020), ki je ob fjordu. Muzej ima poseben poudarek na industrijski zgodovini, glavna razstava pa prikazuje vse od velikih strojev do poslušalnih postaj s filmi iz stare Rane. Industrijska avantura in razvoj, ki se je zgodil, sta spremenila tudi modo in domove ljudi, prikazana tudi v notranjosti in oblačilih iz 1960-ih in 1970-ih.
Okrajna knjižnica Nordland je v Mo i Rana. Arctic Circle Raceway je motošportna in cestna dirkalna steza, ki se nahaja 30 kilometrov severno od Mo i Rana.

### Cerkve
Cerkev Mo je najstarejša stavba v Mo i Rani. Zgrajena je bila leta 1724, je lesena in ima 400 sedežev. Cerkev je bila zgrajena na pobudo Thomasa von Westena, norveškega duhovnika in misijonarja, ki je deloval med Samiji. Na pokopališču so pokopane številne žrtve druge svetovne vojne, kamor prihajajo obiskovalci z vsega sveta, ki iščejo svojce. Cerkev Gruben je še ena cerkev v Mo i Rani. Zgrajena je bila leta 1965, da bi služila rastočemu mestu. Leta 1977 je bila zgrajena tudi cerkev Ytteren.

## Pobratena mesta
Mo i Rana je pobrateno z:
- Fairbanks, Aljaska, ZDA
- Petrozavodsk, Karelija, Rusija
- Skellefteå, Västerbotten, Švedska
- Aars, severna Jutlandija, Danska